# Chondritische Aarde
Het model van een chondritische Aarde is de wetenschappelijke theorie dat de gemiddelde samenstelling van de Aarde (Engels: bulk Earth composition) gelijk is aan die van koolstofrijke chondrieten, een bepaald type meteorieten. De chondritische Aarde wordt gebruikt om de samenstelling van verschillende reservoirs in de Aarde (korst, mantel, kern) te berekenen.
De aanname dat de Aarde chondritisch van samenstelling is komt voort uit de hypothese over het ontstaan van het Zonnestelsel. Volgens die theorie ontstond het Zonnestelsel uit een homogene gas- en stofwolk, waarin differentiatie van materiaal plaatsvond. De gassen kwamen vooral terecht aan de buitenste delen en in het centrum van de wolk, waar de Zon vormde. Daardoor raakte het binnenste gedeelte van de wolk (het deel van het Zonnestelsel waar zich later de terrestrische planeten zouden vormen) verarmd in gassen. In de wolk ontstonden door het mechanisme van accretie steeds grotere objecten, zogenaamde planetesimalen. In het binnenste van deze planetesimalen kon de druk en temperatuur hoog genoeg oplopen voor metamorfe reacties en differentiatieprocessen, waardoor de chemische en mineralogische samenstelling van het binnenste van de planetesimalen kon veranderen. Bij botsingen braken objecten weer uit elkaar, maar computermodellen laten zien dat het accretieproces uiteindelijk dominant is, zodat er uiteindelijk objecten ter grootte van planeten konden ontstaan.
Bestudering van chondrieten laat zien dat deze, in tegenstelling tot andere typen meteorieten, weinig differentiatie hebben ondergaan: ze dragen geen sporen van hoge druk of temperatuur en zijn dus geen brokstukken van bij botsingen uit elkaar geslagen objecten. Men neemt daarom aan dat chondrieten materiaal zijn van de oorspronkelijke samenstelling van de Zonnenevel na de verarming in atmofiele elementen. Dit is hetzelfde materiaal waaruit de Aarde en andere terrestrische planeten zijn ontstaan en daarom moet de Aarde dezelfde gemiddelde chemische samenstelling hebben. De relatieve concentraties van de elementen in chondrieten zijn, op de zich in de gasfase bevindende atmofiele, vluchtige elementen na, bovendien gelijk aan die in de fotosfeer van de Zon, die ook verondersteld wordt een relatief ongedifferentieerde samenstelling te hebben.